# Permís per paternitat

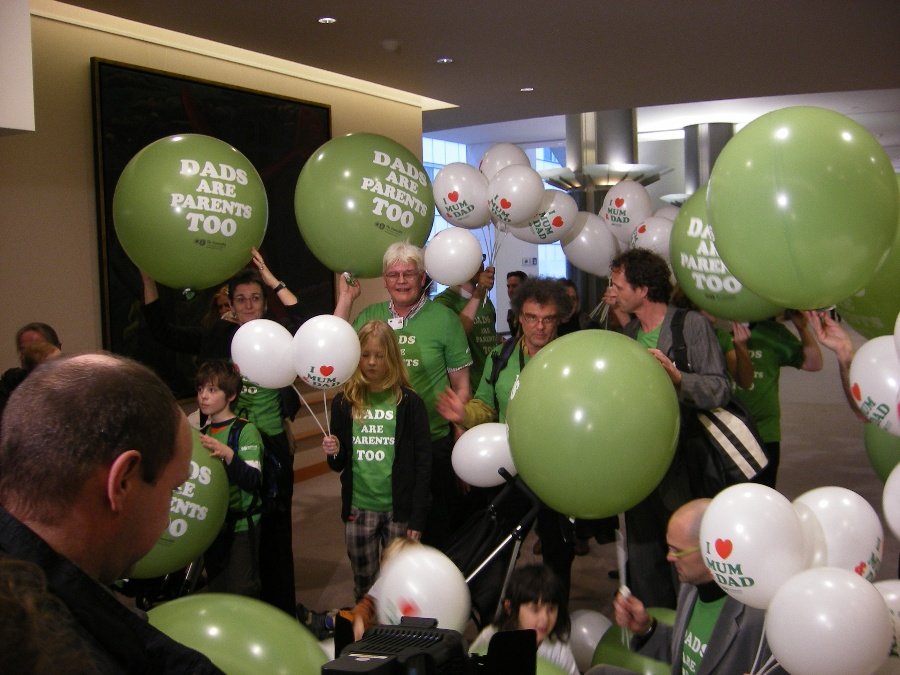
Celebració de l'assoliment del permís per paternitat al Parlament Europeu

El permís per paternitat és aquell benefici laboral que s'atorga als treballadors i treballadores a causa del naixement o adopció d'un fill o filla. És un permís remunerat que va des d'uns dies a unes setmanes segons el país, i que, generalment, pot gaudir-se durant els primers mesos de naixement de la criatura.
Sota el concepte permís parental s'engloben tot un seguit de tipologies diferents que tenen com a finalitat primordial el recolzament a les famílies amb fills o filles.
A la Unió Europea existeixen de diversos tipus de permisos:  
- Permís per maternitat: es tracta d'aquell permís remunerat amb el qual es vol compensar la totalitat del nivell salarial (depenent del país canvia) que te la mare en el seu treball.
- Permís per paternitat: es tracta d'aquell permís remunerat reservat als pares que començarà a gaudir-se després del naixement del seu fill o filla.
- Permís parental o maternal per la cura dels infants: es tracta d'un permís que normalment es gaudeix a continuació del permís de maternitat. Contempla diferents possibilitats segons el país d'Europa. Generalment és un dret conjunt o transferible entre els dos progenitors, encara que en molts països s'han establert quotes intransferibles per ambdós progenitors.
- Llicència per la cura d'infants amb situació de malaltia, incapacitat o causes excepcionals.

Segons la Directiva del Consell d'Europa 96/34/CE, relativa al acord marc sobre el permís parental, aquest s'hauria de configurar com un dret individual de les persones treballadores, homes i dones, per motiu de naixement o adopció d'un fill o filla, per poder ocupar-se del mateix durant mínim tres mesos fins a una edat determinada que pot ser de fins a 8 anys. És a dir, es tracta d'un "permís configurat per la Directiva Europa com un dret individual i no transferible entre pares i mares".
Actualment a Espanya està regulat pel Reial Decret-Llei 6/2019, d'1 de març, de mesures urgents per a la garantia de la igualtat de tracte i d'oportunitats entre dones i homes en el  treball i l'ocupació. Aquest acord estableix que a partir de l'1 de gener de l'any 2020, en el cas de naixement, el pare compta amb un període de suspensió total de 12 setmanes, de les quals les 4 primeres les haurà de gaudir de forma ininterrompuda immediatament després del naixement de la criatura. La mare, que té 16 setmanes de permís per maternitat, podrà cedir al pare fins a 2 setmanes.

## Evolució de la normativa espanyola
A Espanya, tot i que el permís de maternitat estava regulat des de 1931, amb la II República, no es va reconèixer el permís de paternitat fins a 1980, amb la transició democràtica .

### Llei 8/1980, de 10 de març, de l'Estatut dels treballadors
Va ser arran de l'aprovació de l'Estatut dels treballadors en 1980 que va quedar recollit els nous drets tant per a la mare com per al pare. A l'article 48 de l'esmentat Estatut s'estableix que el permís de maternitat per la mare era de 14 setmanes després del part, així com la suspensió i la reserva del lloc de treball durant aquest període. El permís de paternitat queda recollit a l'article 37b, que estableix que aquest tindrà 2 dies de permís després del naixement del seu fill o filla.

### Llei 3/1989, de 3 de març, per la qual s'amplia a 16 setmanes el permís per maternitat i s'estableixen mesures per afavorir la igualtat de tracte de la dona en el treball
No va ser fins a nou anys més tard, al 1989 amb l'aprovació de la Llei 3/1989, de 3 de març, que no s'amplien els permisos. D'una banda, augmenten les setmanes, de 14 a 16, per a les mares, 18 en cas de part múltiple, i de forma ininterrompuda, i s'acorden tot un seguit de mesures per afavorir la igualtat de tracte en el treball. El pare va poder gaudir de 4 setmanes, que transferia la mare i que no havien de coincidir amb les setmanes en què ella estigués de permís.

### Llei Orgànica 3/2007, de 22 de març, per a la Igualtat Efectiva de Dones i Homes
Durant els últims 30 anys el permís de paternitat no ha tingut grans ampliacions. Va ser des de l'any 2007, amb l'aprovació de la Llei Orgànica 3/2007, de 22 de març, per a la Igualtat Efectiva de Dones i Homes, quan es van començar a realitzar grans modificacions. De fet, la llei 3/2007 estableix una de les mesures més progressistes en la història dels permisos de maternitat i de paternitat a Espanya.
Amb l'objectiu d'afavorir la conciliació de la vida personal, familiar i laboral, s'augmenta el permís de paternitat a 13 dies de durada, ampliable en cas de part múltiple en 2 dies més per cada fill o filla a partir del segon. Es tractava “d'un dret individual i exclusiu pel pare"', que es va reconèixer tant en els supòsits de paternitat biològica com en els d'adopció i acolliment, i que s'estableix, tal com es recull l'Article 44.3, amb la finalitat de "contribuir a un repartiment més equilibrat de les responsabilitats familiars".
També s'introdueixen millores en aquells casos que el naixement, adopció o acolliment es produeixi en una família nombrosa o que obtingui aquesta condició a l'arrel de la incorporació del nou membre familiar, o quan un dels membres de la família tingui una discapacitat de grau igual o superior al 33%. El permís per a aquests casos serà de 20 dies de durada, ampliables a 2 més en el cas de part múltiple.

### Modificació de la Llei 3/2007: Disposició transitòria novena - Ampliació de la suspensió del contracte de treball
L'any 2015, el Govern, va realitzar diferents modificacions a la Llei 3/2007, i va introduir, entre d'altres, la disposició transitòria novena, basada en l'ampliació i la suspensió del contracte de treball en el qual establia que "el Govern ampliarà de forma progressiva i gradual, la durada de la suspensió del contracte de treball per paternitat regulat en la disposició addicional onzena, apartat Onze, i en la disposició addicional dinovena, apartat sis, d'aquesta Llei, fins a assolir l'objectiu de 4 setmanes de aquest permís de paternitat als 6 anys de l'entrada en vigor d'aquesta Llei". La finalitat era ampliar de forma progressiva les setmanes fins a aconseguir que el pare tingués un total de 4 setmanes de permís.
No obstant això, finalment, es va posposar diverses vegades la seva posada en marxa, fins a l'1 de gener de 2016. Els arguments de Govern per no ampliar i modificar la llei en aquests supòsits era la situació econòmica que l'Estat Espanyol patia en aquells moments.
Això va significar que fins l'1 de gener de 2017 no es va fer efectiva aquesta mesura. Va ser llavors, a partir d'aquesta data, quan el permís de paternitat es va fixar finalment en 4 setmanes, en lloc dels 13 dies que hi havia anteriorment.
Un any més tard, concretament el 5 de juliol 2018, amb l'aprovació de la Llei de Pressupostos Generals de l'Estat d'aquest mateix any, publicada al Butlletí Oficial de l'Estat el 4 de juliol de 2018, quan el període es va ampliar a 1 setmana més. A partir de llavors, els pares van poder gaudir de 5 setmanes en total: "Permís de paternitat pel naixement, guarda amb fins d'adopció, acolliment o adopció d'un fill: tindrà una durada de cinc setmanes ampliables en els supòsits de part, adopció, guarda amb fins d'adopció o acolliment múltiples en 2 dies més per cada fill a partir del segon, a gaudir pel pare o l'altre progenitor a partir de la data de naixement, de la decisió administrativa de guarda amb fins d'adopció o acolliment, o de la resolució judicial per la qual es constitueixi l'adopció. El gaudi del permís serà ininterromput excepte l'última setmana, que podrà gaudir-se de forma independent en un altre moment dins dels 9 mesos següents a la data de naixement del fill, la resolució judicial o la decisió administrativa".

### Reial Decret Llei 6/2019, d'1 de març, de Mesures Urgents per a la Garantia de la Igualtat de Tracte i d'Oportunitats entre Dones i Homes en el Treball i l'Ocupació
L'última ampliació que s'ha fet a Espanya del permís per paternitat va entrar en vigor a l'abril de 2019, arrel de l'aprovació del Reial Decret Llei, d'1 de març, de Mesures Urgents per a la Garantia de la Igualtat de Tracte i d'Oportunitats entre Dones i Homes en el Treball i l'Ocupació, publicat al Butlletí Oficial de l'Estat, el 7 de març, i entrant en vigor en una data tan representativa com el 8 de març.
Aquesta llei conté un total de 7 articles que modifiquen un total de 7 lleis, que incideixen en la igualtat de les dones i homes de l'Estat Espanyol.
Les lleis modificades són:
- Modificació de la Llei Orgànica, 3/2007, de 22 de març, per a la Igualtat Efectiva de Dones i Homes i del Reial Decret Legislatiu 5/200', de 4 d'agost, pel qual s'aprova el Text Refós de la Llei Sobre Infraccions i Sancions en l'Ordre Social
- Modificació del Reial Decret Legislatiu 5/2015, de 30 d'octubre, pel qual s'aprova el Text Refós de la Llei del Estatut Bàsic de l'Empleat Públic
- Modificació del Reial Decret Legislatiu 8/2015, de 30 d'octubre, pel qual s'aprova el Text Refós de la Llei General de la Seguretat Social
- Modificació de la Llei 20/2007 d'11 de juliol, del Estatut del Treball Autònom
- Modificació de la Llei 23/2008, de 23 de desembre, de Pressupostos Generals de l'Estat per a l'any 2009
- Modificació del Reial Decret Legislatiu 2/2015, de 23 d'octubre, pel qual s'aprova el Text Refós de la Llei de l'Estatut dels Treballadors

La Modificació que afecta els permisos per maternitat i per paternitat és la Disposició Transitòria Tretzena, que afecta a l'article 48 de l'Estatut dels Treballadors, i que estableix que, amb efectes de l'1 d'abril de 2019, es passa a un permís de paternitat d'un total de 8 setmanes intransferibles a la mare, pels naixements que es produeixin a partir d'abril de 2019, i que es s'ampliarà de forma progressiva en els següents 2 anys.
Així, des de l'1 de gener de 2020 a Espanya, el permís per paternitat en cas de part biològic s'amplia a un total de 12 setmanes, amb 4 primeres són de caràcter obligatori i es gaudiran de forma ininterrompuda immediatament després del part. La mare té 16 setmanes de baixa, i pot cedir al pare 2 setmanes. En casos d'adopció, guarda o acolliment, tant la mare com el pare disposaran de 6 setmanes obligatòries des de la data de la resolució judicial o decisió administrativa. A més, tindran 16 setmanes voluntàries a distribuir entre mare i pare, amb un màxim de 10 setmanes per a cadascun d'ells.
Està previst que a l'any 2021 aquesta prestació, s'estableixi igual tant per a mare com a pare, o progenitors del mateix sexe, reconeixent així com un dret individual i no transferible. Aquest permís serà d'un total de 16 setmanes, 6 d'elles es podran gaudir després del part o resolució judicial o administrativa en cas d'adopció, guarda o acolliment de l'infant.
La importància d'aquesta llei ve donada no només per l'equiparació de permisos entre pares i mares, sinó que aquests seran intransferibles. Seran drets individuals que no podran cedir-se amb l'objectiu de promoure la corresponsabilitat i la cura dels infants per part dels pares, i realitzant així, un canvi sociocultural en la importància de la responsabilitat del pares i mares en la cura comuna dels fills i filles durant el seu primer any de vida.

### El Tribunal Suprem rebutja els permisos dobles per famílies monoparentals
El 8 de març de 2023 el Tribunal Suprem espanyol va rebutjar que amb la legislació actual un sol progenitor d'una família monoparental tingués dret a sumar el permís addicional de l'altre que estableix la llei, en interpretar que ampliar aquest supòsit corresponia al poder legislatiu i no formava part de la interpretació de la llei del judicial.